# Paul W. Ewald
Paul W. Ewald is een Amerikaans evolutiebioloog, gespecialiseerd in de evolutie van besmettelijke ziektes.
Ewald ontving zijn BSc in biologische wetenschappen van de Universiteit van Californië, Irvine, en in 1980 ontving hij zijn PhD van de Universiteit van Washington in zoölogie, met een specialisatie in ecologie en evolutie. Momenteel is hij directeur van het programma voor evolutionaire geneeskunde aan de faculteit biologie van de Universiteit van Louisville.
Ewald redeneert dat veel reguliere ziektes met onbekende oorzaken in feite het resultaat zijn van de aanwezigheid van langzaam optredende besmettelijke ziektes, veroorzaakt door virussen, bacteriën of protozoa. Ewald is het niet eens met het populaire idee dat genen de enige factoren zijn die mensen kwetsbaar maken voor ziekten. Hij zegt dat "een ziekte-veroorzakend gen dat de overlevingskansen en reproductie verlaagt, zichzelf mettertijd, in de loop van generaties, zal vernietigen."    
Het zogenaamde evolutionaire nadeel van homoseksualiteit heeft Ewald ertoe gebracht te redeneren dat dit mogelijk veroorzaakt wordt door een tot op heden onbekend virus dat de hormoonhuishouding verstoort. 